# روبرت فيسك غريغز
روبرت فيسك غريغز (بالإنجليزية: Robert F. Griggs) هو أخصائي فطريات وعالم نبات وصحفي أمريكي، ولد في 22 أغسطس 1881 في كونيتيكت في الولايات المتحدة، وتوفي في 10 يونيو 1962.